# Ketamas
Pour les articles homonymes, voir Ketama.
Les Kutamas, ou Ketamas — en berbère : ⵉⴽⵓⵜⴰⵎⴻⵏ (Ikutamen), au singulier ⴰⴽⵓⵜⴰⵎ (Akutam), en latin : Ucutamani, en grec : Koidamousii, en arabe : كتامة (Kutâma) — sont une tribu berbère originaire de l'actuel Nord-Constantinois et la Petite Kabylie, en Algérie. Ils sont attestés historiquement dès le début du iie siècle, sous la forme Koιδαµoυσoι (Koidamousii) par le géographe grec Ptolémée. Au iiie siècle, ils sont classés dans la confédération des Bavares qui se soulève contre l'Empire romain.
Ils sont principalement connus pour avoir été les fondateurs du califat fatimide (909-1171), qui renversa les Aghlabides qui contrôlaient alors l'Ifriqiya (Constantinois, actuelle Tunisie et une partie de la Libye), et conquit ensuite l'actuelle Égypte et le sud du Levant en 969-975.

## Étymologie
Une anecdote expliquant les origines du terme « Kutama » est racontée par le juriste chiite ismaélien du xe siècle, al-Qadi al-Nouman, dans son ouvrage intitulé Iftitāḥ al-da'wa. D'après celui-ci, un prédicateur du nom d'Abou Abdallah al-Chii rencontre un groupe de chiites Kutama lors d'un pèlerinage à la Mecque en 893. Lors de la rencontre, ce groupe particulier de pèlerins Kutama est convaincu de la religion ismaélienne et ramène Abou Abdallah avec eux dans leur pays d'origine. En cours de route, Abou Abdallah interroge les pèlerins sur une région appelée la Vallée des Pieux (fajj al-akhyār). Les Kutamas sont étonnés d'apprendre qu'il connaissait cet endroit et lui demandent comment il en a entendu parler. Citant une tradition prophétique (hadith) de Mahomet, Abou Abdallah répond qu'en fait, cet endroit est nommé d'après les Kutamas eux-mêmes : « Le Mahdi émigrera loin de chez lui à une époque riche en épreuves et en tribulations. Les pieux (al-akhyār) de cet âge le soutiendront, peuple dont le nom est dérivé de kitmān (secret) ». Il explique que la tradition se réfère aux Kutamas et qu'en raison de cela, la région s'appelle la Vallée des Pieux.

## Origines
D'après l'historien Ibn Khaldoun, les Kutamas font partie de la branche des Branès. Ils sont liés aux Zouaoua et sont situés en Kabylie. Au xiiie siècle, ils sont localisés dans l'Est de l'Algérie, principalement dans la région de Jijel et son arrière-pays, à la frontière de la wilaya de Béjaïa, ce qui correspond à la Petite Kabylie et à une partie de la Kabylie orientale (extrême Kabylie orientale) au xxe siècle. La tribu est voisine des zénètes ulhasa dans la partie orientale d'Annaba et des Aurès. Les Zedjala font partie des Ulhasa dans la Medjana, une plaine bordée par les Aurès. Ils sont installés près de la montagne Eiad des Aurès.

## Histoire

### Antiquité
En 100-110, les Kutamas sont attestés sous la forme Koidamousii, par le géographe grec Ptolémée,. Ils se trouvent dans la région de la boucle de l'Ampsaga (l'actuelle oued el-Kébir, en Algérie). Au IIIe siècle, ils font très probablement partie de la confédération des Bavares, qui se soulève contre les romains et pilonnent plusieurs cités, tant dans la province romaine de Maurétanie césarienne (Sétifienne après 303) qu'en Numidie.
Au début du ive siècle, la confédération bavare semble disparaître, peut être disloquée par les expéditions punitives de l'armée romaine, notamment lors de l'expédition de Maximien en 297-298. Les tribus qui constituent la confédération restent en place, et notamment les Kutamas. En 411, leur chef-lieu est reconnu dans le siège d'un évêque attesté : Ceramusa, Ceramudensis plebs. En 484, Montanus de Cedamusa occupe probablement le même siège épiscopal. Au vie siècle, un roi, probablement chrétien, des Ucutumani (Kutama) se proclame serviteur de Dieu dans une inscription latine découverte au col de Fdoulès (l'actuelle Souk el Kedim), au sud d'Igilgili (l'actuelle Jijel), à l'un des derniers cols avant la descente sur Milev (l'actuelle Mila). La tribu semble pacifique et peut avoir entretenu de bons rapports avec ses voisins Byzantins. Le noyau originel des Kutama est situé dans cette région escarpée.

### Moyen Âge

Mouvements des Kutamas contre les Aghlabides.

Algérie, 815-915.

Leur nom apparaît pour la première fois dans les écrits suivant la conquête musulmane parmi celui d'autres tribus berbères dans le Livre des Routes et des Royaumes du géographe persan Ibn Khordadbeh, vers 870. La tribu n'est pas importante à cette époque.
Peu avant le milieu du viiie siècle, à une date indéterminée, les Kutamas se convertissent à l'islam, d'abord dans sa branche kharidjite. En 757-758, des Kutamas figurent parmi les troupes kharidjites lors de la prise de Kairouan par les Ibadites, alliés à Abou Khattab al-Mafiri et Abderrahmane Ibn Rustom. Ce dernier, alors gouverneur de Kairouan, désigne un Kutama, Oqayba, à leur tête. En 789, après l'avènement des Aghlabides à Kairouan, peu de choses sont connues sur les Kutamas pour la suite du viiie siècle. Isolés dans leurs montagnes, ils se contentent d'ignorer les autorités aghlabides et d'accueillir les soldats rebelles dans leurs montagnes inaccessibles. D'après Ibn Khaldoun lui-même : « Forts de sa nombreuse population, le peuple kutamien n’eut jamais à souffrir le moindre acte d’oppression de la part de cette dynastie [aghlabide] ».
Tout change à la fin du IXe siècle, lorsque les Kutamas forment la dynastie fatimide chiites contre les Aghlabides sunnites qui dirigent l'Ifriqiya (actuelle Tunisie) et soutiennent les abbassides. En 893-894, Abou Abdallah al-Chii, missionnaire chiite, rencontre les Kutamas et leur présente Obeïd Allah al-Mahdi, un chiite ismaélien de Syrie comme le Mahdi (sauveur attendu par les musulmans). Abou Abdallah al-Chii souhaite renverser le pouvoir sunnite des Abbassides de Bagdad en faveur d'une dynastie chiite.
En 903, les Kutamas, convertis au chiisme et à l'idéologie d'al-Mahdi, deviennent les créateurs du nouvel État fatimide et constituent le pilier de son armée. Ils commencent le soulèvement. Le 19 mars 909, ils détruisent la dynastie des Aghlabides installée par les Abbassides en Ifriqiya, près de Laribus. Six jours plus tard, ils entrent dans la capitale aghlabide, Raqqada. Plus tard, la capitale fatimide est déplacée à Mahdia. Les Fatimides, avec leur armée sous le général Jawhar al-Siqilli (le Sicilien), prennent l'Égypte en 969, ce qui provoque un important flux migratoire de certains Kutamas vers l'Égypte, Ibn Khaldoun indique : « toute la nation des Kutama organisée en différentes tribus, partit s'établir en Égypte ». Une nouvelle capitale fatimide nommée al-Qahira (Le Caire), signifiant « La victorieuse », est fondée. Les Kutamas installent un camp militaire près du Caire, formant une formidable puissance militaire impériale. Ils mènent plus tard des expéditions à Damas contre les Abbassides.

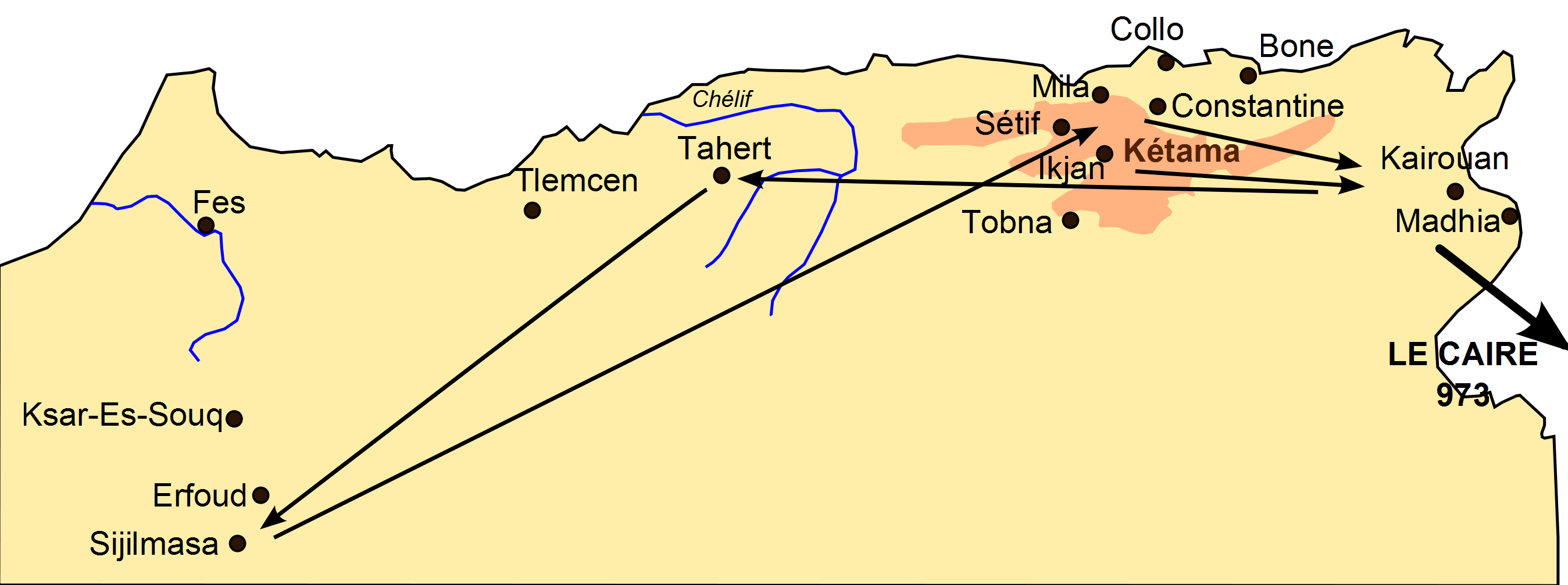
Carte des mouvements fatimides au Maghreb de 909 à 973.

Après avoir conquis l'Égypte, les Fatimides abandonnent le Maghreb, qui passe sous le contrôle du général sanhadja Bologhine ibn Ziri, gouverneur de l'Ifriqiya. Il devient le fondateur de la dynastie ziride. L’accession des Sanhadjas au trône de Kairouan et la place prépondérante qu’ils prennent au Maghreb excite la jalousie des Kutamas, alliés de la première heure et fidèles serviteurs des Fatimides.
Une dizaine d’années plus tard, les Zirides prennent un tel poids que leur suzerain en prend ombrage. Le fatimide al-Aziz envoie au Maghreb un missionnaire, Abou al-Fahm. En 986-987, celui-ci se met en rapport avec le gouverneur de Kairouan, Abdallah, qui conspire contre son maître ziride. Abdallah facilite le passage d’Abou al-Fahm vers le pays Kutama. Celui-ci y lève des bandes armées. Malgré les ordres que tente de lui donner Al-Aziz, la réaction d’Al-Mansour est terrible. En 987, il se met en campagne, marche sur Mila, qui se rend, et dont les murailles sont ruinées. Il part ensuite pour Sétif « siège de la puissance de ses ennemis ». Les Kutamas, vaincus dans la plaine, se réfugient dans leurs montagnes. Le 3 mai 988, Abou al-Fahm, livré, est exécuté sous les yeux des ambassadeurs d’Al-Aziz, sans que ce dernier, soucieux de tranquilliser Al-Mansour, n’ose même dire quoi que ce soit.
En 988-989, un nommé Abou al-Faradj, qui se prétend petit-fils d’Al-Qaim (le fils du Mahdi fatimide), prend la tête des Kutamas, fait battre monnaie à son nom. Il fait harceler par ses troupes les garnisons zirides de Mila et de Sétif. Elles réagissent, et mettent en déroute les Kutamas. Abou al-Faradj est exécuté. Pour prévenir toute nouvelle tentative, Al-Mansour fait installer des garnisons dans le pays Kutama, y nomme des gouverneurs et les soumet à l’impôt.
Dès lors, à part quelques mentions isolées, on n'entend plus parler des Kutamas au Maghreb. Leur noyau originel est épuisé par un siècle de combats au service des Fatimides, le départ d’une partie de ses membres d’abord vers Kairouan et Mahdia, puis vers l’Égypte. La défaite du chiisme au Maghreb (notamment après son rejet par les Hammadides dès 1015) entraîne leur condamnation morale. D'après Ibn Khaldoun, « il en résulta que la plupart des peuples ketamiens renoncèrent à ce surnom à cause de l'idée de dégradation qu'il comportait et se donnèrent pour membres de quelque autre tribu ». La confédération des Kutamas est définitivement morte. À l'époque d'Al-Idrisi (1100-1165), la tribu ne compte plus que 4 000 membres.
Les Sedouikich sont une subdivision de la confédération berbère des Ketamas. Elle habite les plaines du territoire ketama situé entre Béjaïa et Constantine en Algérie et comporte plusieurs ramifications : les Sîlîn, les Tarsoun, les Torghîan, les Moulît, les Casha, les Lemaï, les Gaïaza, les Beni Zâlan, les El Bouéira, les Beni Merouan, les Ouarmekcen, les Segdal et les Beni Eïad. Les Sedouikich vivent sous la tente, ont le cheval pour monture et parcourent le pays. Ils ne veulent pas être reconnus comme Ketama en raison de la participation de cette confédération à l'épopée fatimide chiite au Xe siècle. Les Sedouikich sont ainsi une branche des Branès-Ketama qui vit sous la tente et élève des chameaux. Si on tient généralement les Ketama pour Kabyles, le Sedouikich est donc un exemple de Kabyle pasteur et scénite.  Les Sedouikich, dans les plaines à l'Ouest de Constantine, se fractionnent et s'arabisent pour se retrouver sous de nouveaux noms de tribus : Telaghma, Ouled Abd Nour ...

### Époque contemporaine
Les Kutamas sont aujourd'hui situés dans les wilayas de Béjaïa, Jijel, Sétif et Mila. La culture kutama est encore présente dans une large mesure ; par exemple, le « couscous au poisson », très populaire dans cette région et dans le nord de la Tunisie, est d'origine Kutama. Sur le plan culturel, les habitants de cette région conservent une trace de leur identité en tant que Kutama, mais la plupart des tribus sont assimilées aux Kabyles (Béjaia, Sétif) et aux Kabyles hadra (Jijel, Mila, Collo, Annaba, Skikda) . Il y a aussi des descendants de Kutama chez les Siwis en Égypte. Le défi de résister à l'influence des tribus dominantes, telles que les Sanhadja et des dynasties berbères qui succèdent aux Fatimides, tels que les Zirides, Hammadides, les Almoravides et les Almohades est difficile. Le fait qu'il existe aujourd'hui une identité Kutama témoigne de leur persistance face à ces défis. La langue kutama est aujourd'hui largement arabisée (comme à Jijel) ou diluée dans d'autres dialectes berbères (comme c'est le cas à Bejaïa).
Aujourd'hui, des représentants des Ulhasa vivent dans le quartier de la Tafna, à l'ouest de l'Algérie moderne, dans la wilaya d'Aïn Témouchent, près de Tlemcen. Les districts Kotama « El-Hai Kotamiyine » au Caire, et « Al-Harat Maghariba » à Damas témoignent encore de l'influence de cette tribu.

### Livres
- Ibn Khaldoun (trad. William Mac Guckin de Slane), Histoire des Berbères et des dynasties musulmanes de l'Afrique septentrionale, t. 1, Impr. du Gouvernement, 1852, 612 p. (lire en ligne)
- Ibn Khaldoun (trad. Adolphe-Noël Desvergers), Histoire de l'Afrique sous la dynastie des Aghlabites, et de la Sicile sous la domination musulmane, Paris, Firmin-Didot, 1841, 281 p. (lire en ligne)
- Yves Modéran, Les Maures et l’Afrique romaine (IVe – VIIe siècle), Publications de l’École française de Rome, coll. « Bibliothèque des Écoles françaises d’Athènes et de Rome », 22 mai 2013, 900 p. (ISBN 978-2-7283-1003-6, EAN 9782728306404, DOI 10.4000/books.efr.1395, lire en ligne)

### Articles
- Jean-Pierre Laporte, « Ketama, Kutama », Encyclopédie berbère, no 27,‎ 1er juin 2011 (lire en ligne, consulté le 27 novembre 2018)
- Jehan Desanges, « Koidamousii », Encyclopédie berbère, nos 28-29,‎ 1er juin 2013 (lire en ligne, consulté le 30 novembre 2018)